# Рыбное (Косовский район)
Рыбное (укр. Рибне) — село в Рожновской сельской общине Косовского района Ивано-Франковской области Украины.
Население по переписи 2001 года составляло 1219 человек. Занимает площадь 11,04 км². Почтовый индекс — 78661. Телефонный код — 03478.